# Tetrastes
Tetrastes es un género de aves galliformes en la familia Phasianidae.

## Especies
Se reconocen las dos especies siguientes:
- Tetrastes bonasia (Linnaeus, 1758) – grévol común;
- Tetrastes sewerzowi (Przewalski, 1876) – grévol chino.